# 野島村
野島村（のじまむら）は、兵庫県津名郡にあった村。現在の淡路市野島各町にあたる。

## 地理
- 海洋：播磨灘
- 岬：江埼（江埼灯台）
- 山岳：汐鳴山、城ノ瀬山、大戸山
- 河川：野島川

## 歴史
- 1892年（明治25年）1月22日 - 仁井村の一部（野島村・常盤村）・岩屋町の一部（箙村）が分立して津名郡野島村が発足。
- 1955年（昭和30年）3月22日 - 津名郡富島町・浅野村・育波村・仁井村・室津村と合併して北淡町が発足。同日野島村廃止。